# Вардимска низина
Вардимската низина е низина в Северна България, Средната Дунавска равнина, области Велико Търново и Русе, на запад от устието на река Янтра. Разположена е между река Дунав на север и високия и стръмен склон на Свищовското плато на юг. На изток се свързва с Батинската низина.
Дължината на низината от запад на изток е 12,7 km и ширина от 4 до 6 km Площта ѝ е 25,7 km2, с превишение от 2,5 до 6 м над нивото на река Дунав. Низината представлява заливна тераса на Дунав, като в миналото преди провеждането на отводнителните мероприятия средната ѝ най-ниска част е била заблатена. Изградена е от речни наноси. Подпочвените води са близко до повърхността. По цялото протежение на дунавския бряг и от двете страни на коритото на река Янтра са изградени водозащитни диги. Почвите са алувиално-ливадни и много плодородни.
Земите са добре усвоени и са заети основно със зърнено-житни култури. По периферията на низината са разположени три села: Вардим в Община Свищов и Кривина и Новград в Община Ценово. По южната, по-висока част на низината на протежение от 10,6 км преминава участък от второкласен път № 52 от Държавната пътна мрежа Русе – Свищов – Никопол.

## Топографска карта
- Лист от карта K-35-15. Мащаб: 1 : 100 000.
- Лист от карта K-35-16. Мащаб: 1 : 100 000.